# Villotte-sur-Ource
Villotte-sur-Ource är en kommun i departementet Côte-d'Or i regionen Bourgogne-Franche-Comté i östra Frankrike. Kommunen ligger i kantonen Châtillon-sur-Seine som tillhör arrondissementet Montbard. År 2022 hade Villotte-sur-Ource 106 invånare.

## Befolkningsutveckling
Antalet invånare i kommunen Villotte-sur-Ource
Referens:INSEE